# 조광유
조광유는 대한민국의 배우이다. 중국어, 광동어, 일본어, 한국어가 가능하다.

## 학력
성균관대학교 무역학과 졸업

## 출연작품

### 드라마
- 2024년 NETFLIX 《당신이 죽였다》   중국VIP 역
- 2024년 디즈니+ 《화인가 스캔들》  주한 중국대사 역
- 2023년 MBC 《하늘의 인연》  중국바이어 역
- 2023년 쿠팡플레이 《미끼》  중국사업가 역
- 2022년 TVN 《이로운사기》  중국바이어 역
- 2021년 NETFLIX - 《종말의바보》 12부작 중국CEO역할
- 2021년 KBS2 - 《꽃 피면 달 생각하고》 - 1회 - 청나라사신역
- 2021년 TVN - 《너는나의봄》 - 중국VVIP역
- 2020년 MBC - 《나를 사랑한 스파이》  제 이 드 류
- 2020년  SBS - 《더킹》 - 중국 대사
- 2020년  TVN - 《머니게임》 - 중국 국무원총리역
- 2018년  OCN  - 《신의퀴즈》 - 중국의사역

- 2018년  CCTV  《황금손》 - 중국드라마- 장변호사역
- 2018년  중국심천성 위성  《 2000년으로 가다》 - 화학선생
- 2018년  KBS2  ((죽어도 좋아)) 12회 장양춘역
- 2018년  4월SBS《스위치》 -12회 주방장 역
- 2018년  3월  tvn 《나의아저씨》3회 중국바이어 역출연
- 2018년  SBS ((해피시스터즈)) 43회  중국바이어역
- 2017년  MBC((밥상차리는남자 )) 28회 중국 바이어부부 역
- 2017년  SBS ((언니는살있다)) 21회64씬SBS  J컴퍼니대표
- 2017년  ((부암동복수자들)) TVN 11회 상해 바이어역
- 2017년  ((미씽나인)) 1,2회 중국 의사
- 2017년  ((역적홍길동)) (MBC) 3,4 회  잠무상역
- 2016년  ((첫키스만 여섯번째)) 웹드라마 - 중국귀빈역
- 2016년  ((몬스터42회)) (mbc)월화드라마 중국대사역
- 2016년  ((끝에서 두번째 사랑)) (SBS)주말  1회 중국바이어 역
- 2016년  ((함부로 애틋하게 6회)) (KBS2) 중국바이어 역
- 2016년  ((육룡이나르샤 43회)) (SBS) 명나라 사신역 2월29일방송
- 2016년  ((마녀의성 15회)) (SBS) 중국바이어 역
- 2016년  ((천상의 약속 64회)) (KBS2) 중국바이어역
- 2015년  ((응답하라 1988 6회)) (TVN) 중국상해 바둑대회 심판역
- 2015년  ((부탁해요엄마 3,4회)) (KBS2) 중국바이어 장위안사장역
- 2015년  ((맨도롱 또똣 2회)) (MBC) 중국 가이드역
- 2015년 《호구의 사랑》 (TVN) - 중국 해설위원 역
- 2015년 《달콤한 비밀》 (KBS2) - 66회-중국사장 하이롄 역
- 2014년   웹 드라마 《좋은 날》영화 - 중국 바이어 역
- 2014년 《내 생애 봄날》 (MBC) - 6회/8회- 중국 바이어 역
- 2014년 《정도전》 (KBS1) - 43/45/46회주원장(명태조) 역
- 2014년 《개과천선》 (MBC) - 11회-홍콩 바이어 역
- 2014년 《남자가 사랑할 때》 (MBC) - 홍콩 바이어 역
- 2014년 《사랑만 할래》 (SBS) - 5회-중국 바이어 역
- 2014년 《기분 좋은 날》 (MBC) - 5회-배이징덕 대표 역
- 2013년 《상속자들》 (SBS) - 20회, 중국 대표주주 역
- 2013년 《별에서 온 그대》 (SBS) - 중국 마작관 주인 역
- 2013년 《마의》 (MBC) - 중국인 집사 역
- 2012년 《더킹 투하츠》 (MBC) - 왕타우 역
- 2012년 《한반도》 (TV조선) - 대변인 역
- 2011년 《컬러 오브 우먼》 (채널A) - 회장 역
- 2011년 《내 마음이 들리니》 (MBC)
- 2011년 《로맨스가 필요해》 (tvN) - 관광객 역
- 2010년 《폭풍의 연인》 (MBC) - 홍콩 회장 역
- 2010년 《볼수록 애교만점》 (MBC) - 호텔 직원 역
- 2010년 《동이》 (MBC) - 청나라 사신 역
- 2009년 《천사의 유혹》 (SBS) - 무역업자 역
- 2009년 《선덕여왕》 (MBC) - 중국 사신, 역관 역
- 2009년 《카인과 아벨》 (SBS) - 중국 교도소장 역
- 2008년 《내 여자》 (MBC) - 기자통역사 역
- 2008년 《크크섬의 비밀》 (MBC) - 중국 어선 어부 역
- 2008년 《태양의 여자》 (KBS2) - 통역사 역
- 2008년 《대왕세종》 (KBS2) - 통역사 역
- 2007년 《못말리는 결혼》 (KBS2) - 무역 샐러리맨 역
- 2007년 《개와 늑대의 시간》 (MBC) - 중국 보스 역
- 2007년 《아현동 마님》 (MBC) - 주방장 역

### 영화
- 2024년 《휴민트》 중국인손님역
- 2024년 《시민덕희》 중국인손님역
- 2022년 《마녀(魔女) Part2. The Other One》  중국바이어 역
- 2022년 《헌트-HUNT》 1호 역
- 2020년 11월 영화 (도굴 ) 관광객1
- 2019년 8월 영화((영화짱개))  아빠친구
- 2017년 《행복도시》 - 주인공이웃 역
- 2017년 《영화침묵 - 중국어 통역 역
- 2016년 《치명도수 영화》  중국 연구원 역
- 2015년 《엽기적인그녀 2》-중식당사장 역
- 2013년 《크로우싱》 - 오디오 성우 역
- 2014년 《타워》 - 중국 관광객 역
- 2014년 《영화-좋은날》-바이어역 소지섭주연

### 홍보물&CF
- 2022년 《중국술-헤네스-고량주등》 중국인인터뷰
- 2022년 《기아자동차PBV》  중국바이어
- 2020년 ((삼성전기)) 바이어역
- 2019년 7월 ((현대위아)) 대외홍보물- 바이어
- 2017년 《TS샴푸  CF》  중국모델
- 2016년 《휴온스TV CF》  피부과전문의
- 2015년 《KT (회사대표) 홍보물》
- 2014년 《아시안게임 (중국관광객) 홍보물》
- 2011년 《워커힐 (중국관광객) 홍보물》
- 2012년 《삼성의료원 (홍보물) 관광객역
- 2012년 《한국관광공사 (중국관광객) 홍보물》
- 2014년 《서울시홍보물  관광객》
- 2013년 《피자의역사 (지리학자역) 홍보물》
- 2012년 《휴롬믹서기 (잡지모델) 홍보물》

### 케이블
```
* 
2011년
 《
투캅스 (중국도둑)  케이블드라마
》
```